# Летняя аллея (Санкт-Петербург)
Ле́тняя аллея — аллея на Каменном острове в Петроградском районе Санкт-Петербурга. Проходит от 2-й Берёзовой аллеи до набережной реки Большой Невки.

## История
Первоначальное название Инвалидный переулок известно с 1849 года, дано по находившемуся здесь Инвалидному корпусу матросов, построенному ещё в XVIII веке. С 1909 года переименована в Инвалидную аллею.
Современное название Летняя аллея присвоено 27 февраля 1941 года, предыдущее название было отменено как «устаревшее».

## Достопримечательности
- Парк «Тихий отдых»

 Объект культурного наследия народов РФ регионального значения. Рег. № 781720972150005 (ЕГРОКН). Объект № 7801077001 (БД Викигида)
- Городской клинический онкологический диспансер
- Комплексная школа высшего спортивного мастерства